# Dudízio
Luís Afonso Mendes, conhecido como Dudízio (Santa Cruz das Palmeiras, 18 de janeiro de 1937 — Santa Cruz das Palmeiras, 15 de setembro de 2004), foi um futebolista, jornalista e político brasileiro.
Dudízio era professor, com formação pela Faculdade de Filosofia, Ciências e Letras de São João da Boa Vista. Casou-se com Anna Wercy em 18 de março de 1960 e teve dois filhos.

## Carreira como jogador
O goleiro Dudízio começou sua carreira no EC Palmeirense, de sua cidade-natal, transferindo-se mais tarde para o Radium, de Mococa, para o Botafogo de Ribeirão Preto e para a Francana, de Franca. Chegou ao Jabaquara em 1961 para ser o reserva de Barbosinha, mas, na primeira chance que teve de substituir o goleiro titular, não deixou mais a posição.
Em 1962, foi eleito terceiro melhor goleiro do campeonato paulista pela Rádio Difusora, atrás apenas de Gilmar e Félix, isso apesar de seu time ter sofrido 72 gols ao longo do campeonato, ficando com a segunda pior defesa. No mesmo ano, foi eleito ainda o melhor goleiro jovem da competição, em votação da agência Sport Press publicada pela Folha da Manhã. Também foi convocado para defender a seleção paulista na disputa do Campeonato Brasileiro de Seleções de 1962.
Essa aparente incongruência fica mais clara quando se lê artigos de jornal da época. Em uma partida perdida para o Santos por 5 a 2, em 19 de agosto, por exemplo, um jornal do dia seguinte destacava que "Dudízio, apesar de ter sofrido cinco gols, foi um dos bons valores do Jabaquara". Outro elogiou ainda mais a atuação do goleiro, elegendo-o à seleção da rodada, apesar dos cinco tentos sofridos: "Dudízio jogou uma extraordinária partida contra o Santos. Não fora ele, e o Jabuca teria perdido por dez. Até penalidade máxima defendeu! Maior arqueiro da rodada, com belíssima atuação." Essa penalidade máxima foi cobrada por Pepe, conhecido como "Canhão da Vila". Dudízio foi um dos poucos goleiros a defender um pênalti cobrado por Pepe.
Em outra derrota, por 3 a 1, para o São Paulo, em 28 de outubro, um jornal do dia seguinte estampava: "Dudízio apareceu como a melhor figura da sua equipe, evitando uma contagem maior."
Após uma derrota por 1 a 0 para o Juventus, na Rua Javari, em 11 de novembro, a Gazeta Esportiva do dia seguinte foi eloquente: "O desenvolvimento do encontro girou praticamente em torno de dois jogadores: Dudisio (sic) e Da Silva. O juventino organizou com eficiência e dinamismo os movimentos do seu ataque, que implicaram no domínio total exercido pelo quadro local. O arqueiro jabaquarense Dudisio (sic), por sua vez, foi o obstáculo mais sério que o Juventus enfrentou, notadamente no primeiro tempo, quando a pressão dos grenás foi mais acentuada. Dudisio (sic) teve atuação impecável e encarregou-se repetidas vezes de anular, com oportunas defesas, a conclusão do trabalho que o meia juventino Da Silva pacientemente executou no meio do campo."
O site de Milton Neves chega a brincar com esse assunto: "[Dudízio] deve ter sido o goleiro mais vazado da história. Mas ele era muito bom. O time do Jabaquara é que era muito ruim." Não parecem ser exageradas as histórias que dão conta de que, ao final de 1962, o Jabaquara tenha recebido propostas das quatro grandes equipes de São Paulo pelo seu passe.
Em 1963 as boas atuações continuaram. O Diário da Noite, em sua edição de 29 de julho, escreveu: "Gilmar, Lima, Pelé, Cabrita, Rubens Salles e Dudízio foram os melhores valores do encontro." Detalhe: a partida terminou 5 a 2 para o Santos.
Em um amistoso contra a Portuguesa Santista, então na divisão de acesso, no mesmo ano (derrota por 2 a 0), a Gazeta Esportiva advertia que o Jabaquara caminhava perigosamente rumo ao rebaixamento. Mas destacava: "Não fora a atuação de Dudízio, trabalhando por si e pelos outros, às vezes, e possivelmente o escore teria ido além, mostrando que a situação do tradicional rubro-amarelo é por demais precária no momento."
O rebaixamento de fato ocorreu, com o Jabaquara na lanterna do campeonato e dono da defesa mais vazada (mais de 20 gols sofridos a mais que a segunda defesa mais vazada), mas, ainda assim, Dudízio foi eleito o quarto melhor goleiro do campeonato pelo jornal Mundo Esportivo, atrás de Gilmar, Rosan e Machado.
O mesmo jornal fez em outra edição durante o torneio, após um empate em 1 a 1 com o Corinthians em 16 de junho, uma das referências mais elogiosas a Dudízio: "O homem deu um 'show', mostrando como se joga de fato nessa posição. Classe, categoria, arrojo, extraordinário golpe de vista, colocação impecável debaixo das traves, segurança, perfeito preparo físico, elasticidade etc. etc. foram as características de Dudisio (sic). Quando alguém do Corinthians pensava em gol, desanimava-se, porque pela frente teria este goleiro, o melhor homem da partida. Nenhum goleiro jogou neste campeonato, até o presente momento, como o jabaquarense, que merece um quadro de honra especial: o de homens com atuações ra[ilegível]. A turma que mexe em seleções ou indica jogadores para clubes estrangeiros podem (sic) meter firmemente os olhos em Dudisio (sic), porque se continuar a jogar dessa maneira vai dar o que falar. Especialmente agora que a posição entra [ilegível] com a idade avançada de Gylmar. Sem hesitação: nota 20 a ele."
Em jogo contra o São Paulo, em 8 de setembro (derrota por 2 a 1), o jornal Equipe avaliou a atuação de Dudízio da seguinte maneira: "Dudisio (sic) praticou pelo menos meia dúzia de intervenções espetacularíssimas, que salvaram sua equipe de uma 'goleada'. Em excepcional forma, com enorme elasticidade, foi sempre um 'não' às pretensões tricolores."
No final da temporada, recebeu proposta do Santos, por meio do técnico Lula, para substituir o goleiro reserva da equipe, mas as negociações, que chegaram a ficar adiantadas, acabaram não sendo concretizadas.
Até hoje, Dudízio é considerado com um dos grandes ícones da história do Jabaquara. Sobre a época em que defendeu o clube, costumava contar histórias sobre as "peladas" na praia, às segundas-feiras, em que teria jogado junto com Pelé.
Em 1964, no auge de sua carreira, pendurou as chuteiras prematuramente por causa da enfermidade de seu filho Vagner Roberto, que viria a falecer em 1965.

## Realizações após a aposentadoria como jogador
Depois de se aposentar do futebol, foi contador da prefeitura de Santa Cruz das Palmeiras entre 1965 e 1979, tendo sido ainda professor e assistente de diretor na Escola de Comércio (hoje Colégio Municipal João Elias Margutti) entre 1966 e 1973, de onde também foi o diretor no mandato entre 1974 e 1978. No período entre 1976 e 1981, foi presidente do EC Palmeirense por três mandatos consecutivos.
Fundou e dirigiu vários jornais e periódicos nos anos 1960 e 1970, como A Época, que começou nos anos 1960 como jornal e tansformou-se em revista nos anos 1980. Em 7 de setembro de 1983 Dudízio fundaria o jornal A Tribuna, semanário publicado até hoje em Santa Cruz das Palmeiras, que dirigiu até sua morte. O periódico mantém duas características que Dudízio sempre prezou: é publicado em formato tabloide e com impressão em preto e branco.
Publicou os livros A História Palmeirense através do Legislativo, em 1998, e Santa Cruz das Palmeiras de 1765 à Revolução Constitucionalista de 1932, em 2000, e foi um dos fundadores da ALPES (Associação Literária Palmeirense de Escritores).
Dudízio também foi eleito vereador de Santa Cruz das Palmeiras por seis mandatos consecutivos, a partir de 1982, os dois últimos (eleições de 1996 e 2000), pelo PSDB. Em todas as seis eleições, esteve entre os quatro mais votados. Por duas vezes, foi o vereador mais votado da cidade. Nessas duas ocasiões, por conta da votação, foi o presidente da Câmara. Em 2004, concorreria à reeleição, mas, fulminado por um enfarte, faleceu na madrugada de 15 de setembro.

## Ações sociais
Foi fundador e presidente da APAE de Santa Cruz das Palmeiras de 1976 até sua morte. Criou ainda o Projeto Esportivo e Cultural A Tribuna em setembro de 2003, cujo público-alvo é o menor carente do município. O projeto, que inclui um time de futebol de salão que disputa torneios regionais, ainda é mantido, com sucesso, por seu filho, Júnior.